# Огоджа
Ого́джа — село (в 1958—2012 — посёлок городского типа) в Селемджинском районе Амурской области России.

## География
Расположено в 83 км к юго-западу от районного центра посёлка Экимчан, на правом берегу реки Огоджа. Расстояние до ближайшей железнодорожной станции (Февральск) — 241 км.

## История
В переводе с эвенкийского Огоджа — «Долина Восходящего солнца». Населённый пункт впервые упоминается в 1896 году, как зимовье. В 30-е гг. носило название Угольный Стан. Основан в 1949 г. как поселок энергетиков, с названием Огоджа. С 1961 г. ведется добыча угля открытым способом. Активно развиваться посёлок стал в 1950-х годах. Статус посёлка городского типа — с 1958 по 2012 годы.
С 2012 года статус населённого пункта — село.

## Население
| 1959 | 1970  | 1979 | 1989 | 2002 | 2009 |
| ---- | ----- | ---- | ---- | ---- | ---- |
| 962  | ↗1055 | ↘889 | ↘835 | ↘484 | ↘428 |
| 2010 | 2011  | 2012 | 2013 | 2014 | 2015 |
| ↘395 | ↘391  | ↘379 | ↘371 | ↘362 | ↘341 |
| 2016 | 2017  | 2018 | 2021 |      |      |
| ↘339 | ↘329  | ↘310 | ↘207 |      |      |

## Инфраструктура
- Угольный разрез (отгрузка угля в 2008 году составила 32 тысячи тонн). Разработка угля практически не ведется с 2006 года (последний подрыв пластов угля), ведётся перекопка старых выработок и по сути реализация отходов добычи угля прошлых лет. Суммарные запасы по Огоджинскому месторождению оцениваются в 1,5 млрд тонн угля. В настоящее время планируется строительство нескольких ГОКов (Горно Обогатительный Комбинат) под управлением компании Эльга Уголь.
- Огоджинская ЦЭС (1954—199…) Входила в состав Амурэнерго, тепловая мощность — 16 тыс.кВт., электрическая мощность 50 МВт. Работала на каменном угле Огоджинского месторождения. Первый ток ЦЭС дала 25 мая 1955 года. Закрыта и полностью разрушена (разграблена) в 90-х годах.
- Школа построена в 1970—е годы. Двухэтажная, на 300 учащихся, со спортивным залом, столовой, зимним садом, мастерской и библиотекой.
- Детский сад, ясли. Позднее объедены.
- Стадион с уличным бассейном (наполнялся теплой водой).
- Больница с родильным и стоматологическим отделениями. Открылась в 1960-е годы. Закрылась в 2013 году. На её базе открыт ФАП.
- Дом культуры открыт в 1980 году. Библиотека, кинозал, актовый зал, игровой зал, зал для пресс-конференций. В настоящее время не работает.
- Аэропорт со взлетно-посадочной полосой 800 м. Используются Ан-2, Ми-8, Ми-2. Здание аэропорта не сохранилось. Взлетная полоса заросла.
- Метеопост.
- Отделение связи.
- Свиноферма (50 голов).
- Коровник (25 голов КРС).
- Количество домов на пике развития ПГТ составляло более 120. Большинство 2-квартирные.

## Достопримечательности
Здесь встречаются окатанные валуны размером 2х1,5х1,2 м и 2.5х1.3х1 м. Это, в основном, вулканические породы раннего мела — базальты, риолиты, дациты и андезиты. Частично вулканиты во многих местах исчезли, так как были использованы в строительных целях.